# Pat Walkden
Pour les articles homonymes, voir Walkden.
Patricia « Pat » Walkden (née le 12 février 1946 à Bulawayo en Rhodésie) est une joueuse de tennis rhodésienne et sud-africaine. Elle est aussi connue sous son nom de femme mariée, Pat Walkden-Pretorius.
Elle a joué dans les années 1960, avant l'ère Open, puis est devenue professionnelle dans les années 1970.
Pat Walkden s'est essentiellement illustrée dans les épreuves de double dames, atteignant notamment, avec Annette Van Zyl, la finale à Roland Garros en 1967 (défaite contre Françoise Dürr et Gail Sherriff). 
En Coupe de la Fédération, elle a été membre de l'équipe de Rhodésie lors des éditions 1966 et 1967, puis a ensuite représenté l'Afrique du Sud. En 1972, elle s'est imposée en finale de la compétition aux côtés de Brenda Kirk face à la Grande-Bretagne.